# Office central pour l'émigration juive à Vienne
L'Office central pour l'émigration juive à Vienne (Zentralstelle für jüdische Auswanderung in Wien) était une agence du Sicherheitsdienst ouverte en 1938 par le Troisième Reich pour accélérer l'émigration forcée des Autrichiens juifs ; à partir d'octobre 1939, l'agence sert à préparer et diriger leur déportation. Afin d'accélérer le processus d'émigration, l'agence coordonne les opérations concernant la déchéance de la nationalité autrichienne, les droits des  étrangers, les devises étrangères et la taxation des biens. L'Office central pour l'émigration juive de Vienne est la seule institution qui puisse accorder un visa de sortie aux Juifs d'Autriche depuis l'Anschluss de 1938 jusqu'à l'interdiction finale d'émigrer frappant les Juifs en octobre 1941. Le bureau de Vienne devient le modèle d'offices similaires dont la fonction est d'exécuter les ordres d'expulsion, avant la déportation,  des Juifs à Amsterdam, ainsi qu'à Prague.

### Documentation
- Götz Aly: Hitler's Beneficiaries: Plunder, Racial War, and the Nazi Welfare State Picador, 2008.  (ISBN 0-805-08726-5)
- Doron Rabinovici (en) : Eichmann's Jews: The Jewish Administration of Holocaust Vienna, 1938-1945 Polity, 2011.  (ISBN 0-745-64682-4)
- Safrian, Hans: Eichmann's Men. Cambridge University Press, 2009.  (ISBN 0-521-61726-X)